# حكومة رجب طيب أردوغان الخامسة
حكومة أردوغان الخامسة هي الحكومة السابعة والستين في الجمهورية التركية. تم إعلانها في 3 يونيو 2023.  تم الإعلان عن مجلس الوزراء بعد تنصيب الرئيس أردوغان .  كان السياسي فخر الدين قوجة محمد نوري آرصوي هما الوزيرين الوحيدين اللذين كانا اعضاء في الحكومة السابقة . 

## خلفية
أجريت الجولة الأولى من الانتخابات الرئاسية التركية لعام 2023 في 14 مايو، ومع عدم حصول أي مرشح على نسبة 50% +1، تم اقامة الجولة الثانية من الانتخابات 28 مايو. رافق هذه الانتخابات إجراء الانتخابات البرلمانية لاختيار أعضاء البرلمان الخامس والعشرين للبلاد. ذكرت التقارير أن تعداد الناخبين بلغ 64,190,651 ناخبًا، منهم 60.9 مليون في تركيا و3.2 مليون في الخارج. بنتيجة هذه الانتخابات، تم التجديد للرئيس الحالي رجب طيب أردوغان لولاية جديدة مدتها خمس سنوات حتى العام 2028. هذه الولاية هي الثانية له وفق الدستور الجديد للبلاد الذي غير نظام الحكم من جمهورية برلمانية إلى جمهورية رئاسية.

## اعضاء الحكومة
- انظر 2023 في تركيا [الإنجليزية]

بلغ عدد اعضاء الحكومة 18 وزير بالاضافة إلى رئيس الجمهورية مع التركيز على ابرز الاسماء الجديدة في الحكومة وهما وزير الاقتصاد السابق محمد شيمشك (وزير المالية ونائب رئيس الوزراء من 2009 إلى 2018) ورئيس جهاز الاستخبارات الوطنية هاكان فيدان بسبب الدور المحوري الذي سيلعبه كل من الاقتصاد والدبلوماسية في أجندة الحكومة الجديدة. 
الوزيرين الذي استمرا من الحكومة السباقة هما وزير السياحة محمد نوري أرصوي الذي دعم خزينة تركيا بقرابة 12 مليار دولار بفضل ازدهار قطاع السياحة منذ توليه المنصب في 2018، كما برز دور فخر الدين كوجا وزير الصحة خلال مكافحة وباء كورونا، وكذلك خلال تركيزه على عملية تسريع بناء المدن الطبية وتعزيز البنية التحتية للقطاع الصحي.
|    |  | المنصب                                         | الصورة | الاسم                             | الحزب | الحزب                | في المنصب    | ترك المنصب |
| -- |  | ---------------------------------------------- | ------ | --------------------------------- | ----- | -------------------- | ------------ | ---------- |
| -  |  | رئيس الجمهورية                                 |        | رجب طيب أردوغان(ولد 1954)         |       | حزب العدالة والتنمية | 3 يونيو 2023 | في المنصب  |
| 1  |  | نائب رئيس تركيا                                |        | جودت يلماز(ولد 1967)              |       | حزب العدالة والتنمية | 4 يونيو 2023 | في المنصب  |
| 2  |  | وزارة العدل                                    |        | يلماز طنتش(ولد 1971)              |       | حزب العدالة والتنمية | 4 يونيو 2023 | في المنصب  |
| 3  |  | وزارة المرأة والمجتمع                          |        | ماهينور أزدمير(ولد 1982)          |       | مستقل                | 4 يونيو 2023 | في المنصب  |
| 4  |  | وزارة العمل والضمان الاجتماعي                  |        | وداد إشيق هان (ولد 1966)          |       | مستقل                | 4 يونيو 2023 | في المنصب  |
| 5  |  | وزارة البيئة والتخطيط العمراني والتغير المناخي |        | محمد أوز حسكي (ولد 1957)          |       | حزب العدالة والتنمية | 4 يونيو 2023 | في المنصب  |
| 6  |  | وزارة الشؤون الخارجية                          |        | هاكان فيدان(ولد 1968)             |       | مستقل                | 4 يونيو 2023 | في المنصب  |
| 7  |  | وزارة الطاقة والمصادر الطبيعية                 |        | ألب أرسلان بيرقدار (ولد 1975)     |       | مستقل                | 4 يونيو 2023 | في المنصب  |
| 8  |  | وزارة الشباب والرياضة                          |        | عثمان أشقين باك (ولد 1966)        |       | مستقل                | 4 يونيو 2023 | في المنصب  |
| 9  |  | وزارة المالية والخزانة                         |        | محمد شيمشك (ولد 1967)             |       | مستقل                | 4 يونيو 2023 | في المنصب  |
| 10 |  | وزارة الداخلية                                 |        | علي يرلي كايا(ولد 1968)           |       | مستقل                | 4 يونيو 2023 | في المنصب  |
| 11 |  | وزارة الثقافة والسياحة                         |        | محمد نوري آرصوي (ولد 1968)        |       | مستقل                | 4 يونيو 2023 | في المنصب  |
| 12 |  | وزارة التعليم الوطني                           |        | يوسف تكين (ولد 1970)              |       | مستقل                | 4 يونيو 2023 | في المنصب  |
| 13 |  | وزارة الدفاع الوطني                            |        | ياشار غولر(ولد 1954)              |       | مستقل                | 4 يونيو 2023 | في المنصب  |
| 14 |  | وزارة الصحة                                    |        | فخر الدين قوجة(ولد 1965)          |       | مستقل                | 4 يونيو 2023 | في المنصب  |
| 15 |  | وزارة الصناعة والتقنية                         |        | محمد فاتح قجر (ولد 1984)          |       | مستقل                | 4 يونيو 2023 | في المنصب  |
| 16 |  | وزارة الزراعة والغابات                         |        | إبراهيم يومقلي (ولد 1969)         |       | مستقل                | 4 يونيو 2023 | في المنصب  |
| 17 |  | وزارة الجمارك والتجارة                         |        | عمر بولات (ولد 1963)              |       | حزب العدالة والتنمية | 4 يونيو 2023 | في المنصب  |
| 18 |  | وزارة النقل والبنية التحتية                    |        | عبد القادر أورال أوغلو (ولد 1966) |       | مستقل                | 4 يونيو 2023 | في المنصب  |

## انظر ايضا
نائب رئيس تركيا

## الروابط الخارجية
- مجلس الوزراء الرئاسي ، رئاسة الجمهورية التركية